# Igreja de São João Batista (Tiffield)
A Igreja de São João Batista é uma igreja na pequena vila de Tiffield em Northamptonshire, na Inglaterra.
A igreja data de cerca de 1200 e é de longe o edifício mais antigo da aldeia. Situa-se na High Street South, próximo à Sala de Leitura, hoje conhecida como Sala da Igreja, por não ser mais utilizada para leitura.
A igreja foi restaurada e renovada em 1859 por Edmund Francis Law e mais tarde em 1873 por HC Vernon. A fonte é normanda.